# Patinatge de velocitat als Jocs Olímpics d'hivern de 2010 - 5.000 metres femenins
Als Jocs Olímpics d'Hivern de 2010 celebrats a la ciutat de Vancouver (Canadà) es disputà una prova de patinatge de velocitat sobre gel sobre una distància de 5.000 metres en categoria femenina que formà part del programa oficial dels Jocs.
La prova es disputà el dia 24 de febrer de 2010 a les instal·lacions del Richmond Olympic Oval de la ciutat de Vancouver. Hi participaren un total de 16 patinadores de velocitat de 9 comitès nacionals diferents.

## Resum de medalles
| Or                | Argent            | Bronze       |
| Martina Sáblíková | Stephanie Beckert | Clara Hughes |

## Resultats
| i: pista interior | e: pista exterior |

| Pos. | Dorsal | P. | Nom                 | CON           | Temps   | Dif.   |
| ---- | ------ | -- | ------------------- | ------------- | ------- | ------ |
| 1    | 8      | i  | Martina Sáblíková   | Txèquia       | 6:50.92 |        |
| 2    | 7      | i  | Stephanie Beckert   | Alemanya      | 6:51.39 | +0.47  |
| 3    | 5      | e  | Clara Hughes        | Canadà        | 6:55.73 | +4.81  |
| 4    | 8      | e  | Daniela Anschütz    | Alemanya      | 6:58.64 | +7.72  |
| 5    | 6      | e  | Maren Haugli        | Noruega       | 7:02.19 | +11.27 |
| 6    | 7      | e  | Kristina Groves     | Canadà        | 7:04.57 | +13.65 |
| 7    | 5      | i  | Masako Hozumi       | Japó          | 7:04.97 | +14.05 |
| 8    | 3      | i  | Jilleanne Rookard   | Estats Units  | 7:07.48 | +16.56 |
| 9    | 6      | i  | Shiho Ishizawa      | Japó          | 7:12.23 | +21.31 |
| 10   | 2      | i  | Jorien Voorhuis     | Països Baixos | 7:13.27 | +22.35 |
| 11   | 4      | i  | Elma de Vries       | Països Baixos | 7:16.68 | +25.76 |
| 12   | 1      | e  | Cindy Klassen       | Canadà        | 7:22.09 | +31.17 |
| 13   | 2      | e  | Svetlana Vysokova   | Rússia        | 7:23.33 | +32.41 |
| 14   | 4      | e  | Cathrine Grage      | Dinamarca     | 7:23.83 | +32.91 |
| 15   | 1      | i  | Maria Lamb          | Estats Units  | 7:25.15 | +34.23 |
| —    | 3      | e  | Katrin Mattscherodt | Alemanya      | DSQ     |        |

DSQ: desqualificada